# Copa de Alemania 1968
La Copa de Alemania 1968 fue la 25.ª edición de la copa anual de fútbol de Alemania Federal que se jugó del 27 de enero al 9 de junio de 1968 y que contó con la participación de 32 equipos.
El 1. FC Colonia venció al VfL Bochum en la final jugada en el Südweststadion para ser campeón de la copa nacional por primera vez.

## Primera Ronda
| Equipo 1                    | Resultado  | Equipo 2                   |
| --------------------------- | ---------- | -------------------------- |
| Borussia Neunkirchen (I)    | 2-3        | Eintracht Braunschweig (I) |
| Bayer 04 Leverkusen (II)    | 0-2        | 1. FC Nürnberg (I)         |
| SV Röchling Völklingen (II) | 4-2        | Werder Bremen (I)          |
| Hertha BSC (II)             | 1-0 (t.e.) | Hamburger SV (I)           |
| VfL Bochum (II)             | 3-2        | Karlsruher SC (I)          |
| FC 08 Homburg (II)          | 1-4        | 1. FC Köln (I)             |
| Arminia Bielefeld (II)      | 0-1        | FC Schalke 04 (I)          |
| FC Bayern Hof (II)          | 0-1        | Borussia M'gladbach (I)    |
| 1. FC Schweinfurt 05 (II)   | 1-2 (t.e.) | Eintracht Frankfurt (I)    |
| VfB Lübeck (II)             | 0-1        | TSV 1860 München (I)       |
| Preußen Münster (II)        | 2-1        | Alemannia Aachen (I)       |
| VfB Stuttgart (I)           | 1-0        | 1. FC Kaiserslautern (I)   |
| MSV Duisburg (I)            | 4-1        | Hannover 96 (I)            |
| SSV Jahn Regensburg (II)    | 1-4 (t.e.) | FC Bayern München (I)      |
| VfB Oldenburg (II)          | 2-3        | Borussia Dortmund (I)      |
| SSV Reutlingen 05 (II)      | 7-1        | Itzehoer SV (II)           |

## Segunda Ronda
| Equipo 1               | Resultado | Equipo 2                    |
| ---------------------- | --------- | --------------------------- |
| FC Bayern München (I)  | 3-1       | MSV Duisburg (I)            |
| VfL Bochum (II)        | 2-1       | VfB Stuttgart (I)           |
| SSV Reutlingen 05 (II) | 1-3       | Borussia Dortmund (I)       |
| FC Schalke 04 (I)      | 2-3       | Eintracht Braunschweig (I)  |
| 1. FC Nürnberg (I)     | 4-0       | Preußen Münster (II)        |
| Hertha BSC (II)        | 2-1       | SV Röchling Völklingen (II) |
| TSV 1860 München (I)   | 2-4       | Borussia M'gladbach (I)     |
| 1. FC Köln (I)         | 1-1       | Eintracht Frankfurt (I)     |

### Replay
| Equipo 1                | Resultado | Equipo 2       |
| ----------------------- | --------- | -------------- |
| Eintracht Frankfurt (I) | 0-1       | 1. FC Köln (I) |

## Cuartos de final
| 11-4-1968 | FC Bayern Munich           | 2–1     | 1. FC Nürnberg | Grünwalder Stadion, Múnich                        |                                                   |
|           | Ohlhauser 20' · Müller 32' | Reporte | Brungs 2'      | Asistencia: 40 000 espectadores Árbitro(s): Thier | Asistencia: 40 000 espectadores Árbitro(s): Thier |

| 11-4-1968 | Borussia Dortmund     | 2–1     | Hertha BSC     | Stadion Rote Erde, Dortmund                        |                                                    |
|           | Wosab 30' · Weber 75' | Reporte | Altendorff 14' | Asistencia: 23 000 espectadores Árbitro(s): Herden | Asistencia: 23 000 espectadores Árbitro(s): Herden |

| 11-4-1968 | Eintracht Braunschweig | 1–1 (t. s.) | 1. FC Köln | Eintracht-Stadion, Braunschweig                     |                                                     |
|           | Ulsaß 92'              | Reporte     | Löhr 110'  | Asistencia: 23 000 espectadores Árbitro(s): Biwersi | Asistencia: 23 000 espectadores Árbitro(s): Biwersi |

| 11-4-1968 | VfL Bochum               | 2–0     | Borussia Mönchengladbach | Stadion an der Castroper Straße, Bochum              |                                                      |
|           | Balte 11' · Böttcher 35' | Reporte |                          | Asistencia: 32 000 espectadores Árbitro(s): Deuschel | Asistencia: 32 000 espectadores Árbitro(s): Deuschel |

### Replay
| 23-4-1968 | 1. FC Köln            | 2–1     | Eintracht Braunschweig | Mungensdorfestadion, Köln                             |                                                       |
|           | Overath 2' · Löhr 24' | Reporte | Ulsaß 53'              | Asistencia: 40 000 espectadores Árbitro(s): Kreitlein | Asistencia: 40 000 espectadores Árbitro(s): Kreitlein |

## Semifinales
| 3-5-1968 | 1. FC Köln                 | 3–0     | Borussia Dortmund | Mungensdorferstadion, Köln                              |                                                         |
|          | Thielen 11' · Löhr 24' 58' | Reporte |                   | Asistencia: 53 000 espectadores Árbitro(s): Tschenscher | Asistencia: 53 000 espectadores Árbitro(s): Tschenscher |

| 15-5-1968 | VfL Bochum            | 2–1     | FC Bayern Munich | Stadion an der Castroper Straße, Bochum            |                                                    |
|           | Jansen 5' · Balte 56' | Reporte | Ohlhauser 90'    | Asistencia: 40 000 espectadores Árbitro(s): Ohmsen | Asistencia: 40 000 espectadores Árbitro(s): Ohmsen |

## Final
| 9 de junio de 1968 | 1. FC Köln                                     | 4–1     | VfL Bochum   | Südweststadion, Ludwigshafen                      |                                                   |
|                    | Jablonski 22' (a.g.) · Rühl 38' 57' · Löhr 70' | Reporte | Böttcher 37' | Asistencia: 60 000 espectadores Árbitro(s): Riegg | Asistencia: 60 000 espectadores Árbitro(s): Riegg |

| 1. FC Köln | VfL Bochum |

| ARQ            | 1  | Milutin Šoškić       |
| DEF            | 2  | Fritz Pott           |
| DEF            | 4  | Heinz Flohe          |
| DEF            | 5  | Wolfgang Weber       |
| DEF            | 7  | Matthias Hemmersbach |
| MED            | 6  | Karl-Heinz Thielen   |
| MED            | 8  | Heinz Simmet         |
| MED            | 3  | Wolfgang Overath     |
| DEL            | 11 | Carl-Heinz Rühl      |
| DEL            | 9  | Hannes Löhr          |
| DEL            | 10 | Heinz Hornig         |
| Entrenador:    |    |                      |
| Willi Multhaup |    |                      |

| ARQ               | 1  | Horst Christopeit   |  |     |
| DEF               | 2  | Gerd Wiesemes       |  |     |
| DEF               | 6  | Werner Jablonski    |  |     |
| DEF               | 5  | Heinz-Jürgen Blome  |  |     |
| DEF               | 3  | Dieter Versen       |  |     |
| MED               | 4  | Erich Schiller      |  |     |
| MED               | 8  | Gustav Eversberg    |  |     |
| MED               | 10 | Hans-Jürgen Jansen  |  | 61' |
| DEL               | 7  | Karl-Heinz Böttcher |  |     |
| DEL               | 9  | Heinz Höher         |  |     |
| DEL               | 11 | Werner Balte        |  |     |
| Substitutos:      |    |                     |  |     |
| MF                | 13 | Dieter Moritz       |  | 61' |
| Entrenador:       |    |                     |  |     |
| Hermann Eppenhoff |    |                     |  |     |